# 멕시코악어
멕시코악어(Mexican crocodile) 또는 모랄레악어(Morelet's crocodile), 벨리즈악어(Belize crocodile)라고도 불리며, 대서양 지역인 멕시코, 벨리즈, 과테말라의 민물에서만 발견되는 보통 크기의 악어이다. 보통 길이가 약 3m까지 자라며, 국제자연보전연맹에 따르면 적어도 멸종 우려가 있는 종이다. 이 종은 과테말라에서 화석 기록을 가지고 있다.

## 분류학 및 어원학
멕시코악어는 1850년 멕시코에서 발견되었고, 이 발견을 만든 프랑스 박물학자인 피에르 마리 아서 모렐레의 이름을 따서 명명되었다. 그 악어는 비슷한 특징과 애매한 형태의 거주성으로 인해 오랫동안 아메리카악어 및 쿠바악어와 모식되었고, 1920년대까지 보통 별개의 종으로 받아들여지지 않았다.

### 진화
크로커다일속은 아프리카에서 유래하여 동남아시아와 아메리카로 방사되었을 가능성이 높지만 , 오스트레일리아/아시아 기원도 고려되었다. 계통학 증거에 따르면 크로커다일속은 약 2,500만 년 전 올리고세/마이오세 경계 근처에서 가장 가까운 최근 친척인 마다가스카르의 멸종된 보아이악어에서 갈라져 나온 것으로 나타났다.

## 특성

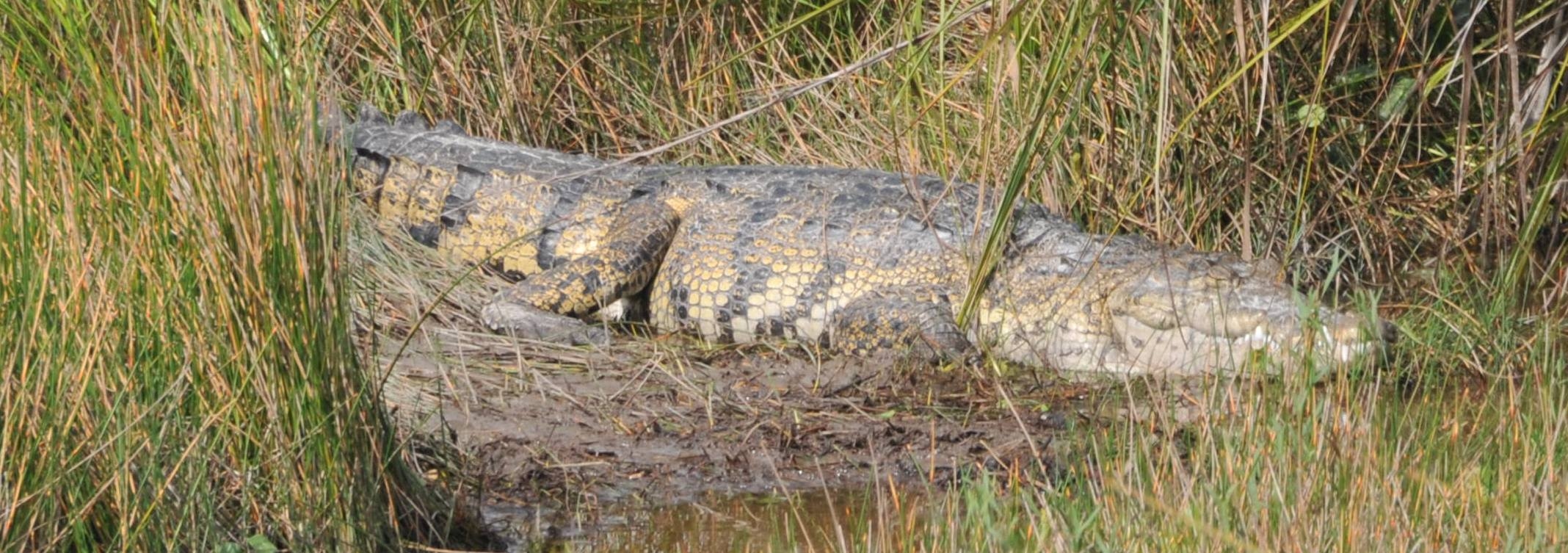
멕시코 킨타나로오주 코바호의 멕시코악어

멕시코악어는 완전히 성숙했을 때 66~68개의 이빨을 가진 매우 넓은 주둥이를 가지고 있다. 몸통과 꼬리에 어두운 띠와 반점이 있는 진한 회갈색을 띤다. 아메리카악어와 같은 다른 악어와 비슷하지만, 멕시코악어는 다소 더 어둡다. 어린 악어들은 밝은 노란색에 어두운 띠를 가지고 있다. 악어의 홍채는 은빛 갈색이다. 그들은 4개의 짧은 다리를 가지고 있어서 다소 널찍한 걸음걸이와 수영에 사용되는 긴 꼬리를 가지고 있다. 악어의 뒷발에는 물갈퀴가 있다. 그들은 강한 근육 때문에 매우 폭발력을 가지고 있고 빠른 달리기 선수이다.
멕시코악어는 난쟁이악어보다 크지만, 대부분의 다른 악어들보다 작다. 다 자란 수컷은 일반적으로 암컷보다 크다. 성체 멕시코악어의 평균 길이는 약 2.1m이고, 평균 길이는 1.5~2.7m이다(낮은 길이는 야생에서 약 7~8세에 달성되는 성적 성숙기의 암컷의 평균 총 길이를 나타난다). 2.5m가 넘는 악어들은 거의 모두 수컷이며, 이 성숙 단계에서 수컷은 두개골의 너비와 견고성이 증가하는 것처럼 보이기 때문에 두개골의 골학적 형태에 큰 변화를 겪는다. 큰 성체 수컷의 길이는 3m에 이를 수 있으며, 이를 초과하는 것은 이 종에서 예외적으로 드문 것으로 간주되지만, 보고된 최대 길이는 4.5m이며, 다른 두 표본의 크기는 각각 4.1m와 4.3m인 것으로 알려졌다. 2.84m, 몸무게 110kg의 성숙한 성체 표본 한 마리의 물린 힘은 4,399N이었다. 3m 크기의 대형 야생 수컷 악어의 몸무게는 평균 약 150kg으로 추정되지만, 몸집이 큰 개체에서는 질량이 훨씬 더 클 가능성이 높다. 총 길이가 약 3.5m로 추정되는 대형 수컷 한 마리의 몸무게는 약 250kg이다. 길이가 3.3m인 또 다른 대형 개체의 몸무게는 180kg이다.

## 분포 및 서식지

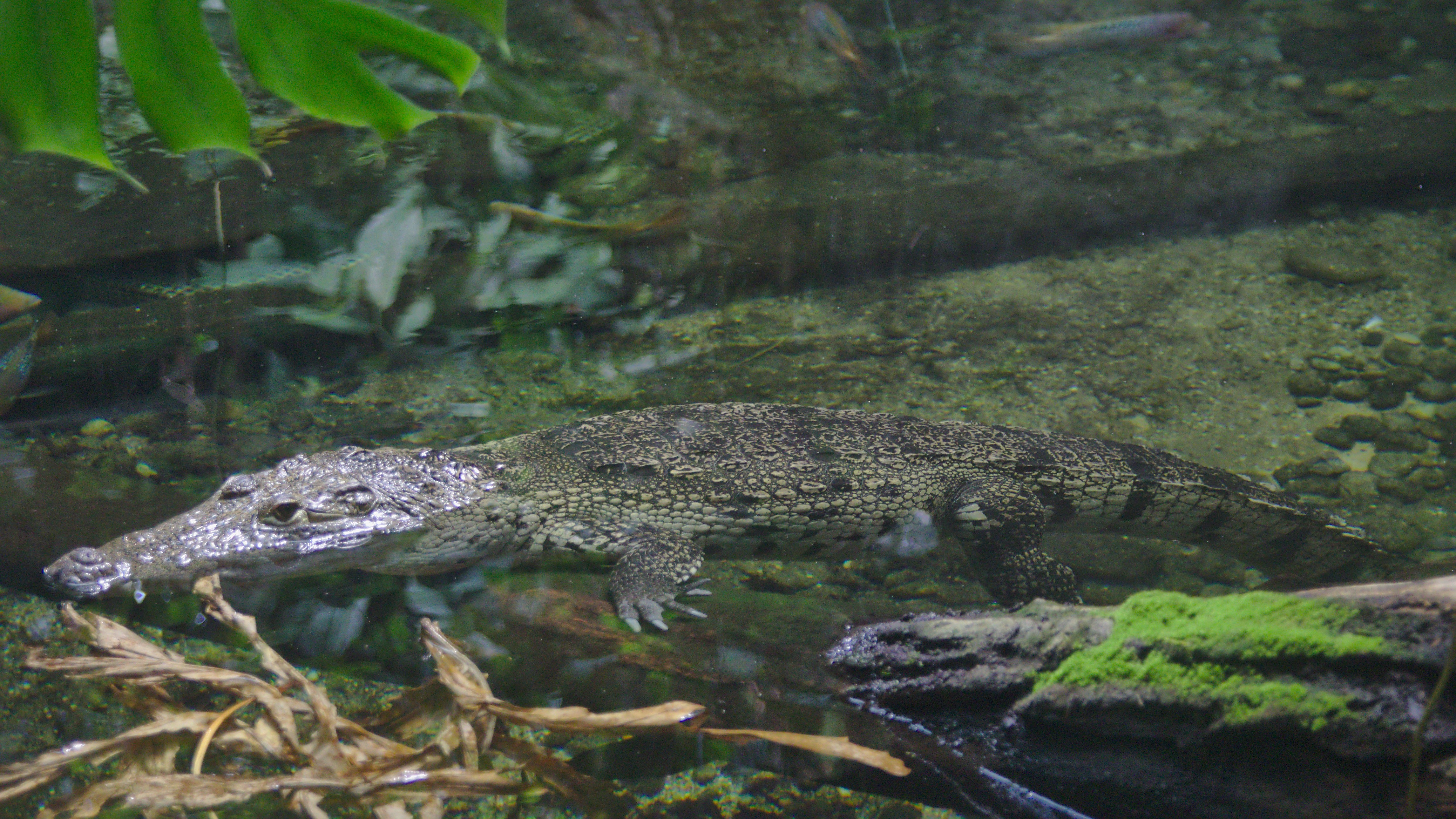
수영하는 멕시코악어

멕시코악어는 벨리즈, 과테말라, 멕시코만을 따라 뻗어 있는 중앙아메리카의 민물 서식지에서 발견된다. 벨리즈 소나무 숲은 그들이 사는 생태 지역의 한 예이다.
그들은 민물 서식지에서 한적한 고립된 지역을 선호한다. 이 악어 종은 주로 내륙에 위치한 민물 늪과 소택지, 그리고 큰 강과 호수에서 발견될 수 있다. 이 두 서식지는 덮개를 추가하는 데 도움이 되도록 숲으로 덮여 있다.
멕시코악어는 유카탄반도의 기수역과 풀이 무성한 사바나 해안가에서도 발견된다. 이 악어들은 홍수가 발생하는 장마철에 훨씬 더 많이 분포하게 되고 다른 곳으로 이동하기가 더 쉽다.
어린 악어들은 그 지역에 있을지도 모르는 다른 포식자들로부터 그들을 보호하고 그들이 나이가 들어 스스로를 돌볼 수 있을 때까지 그곳에 남아있을 것이다. 다 자란 악어들은 그들이 사는 지역의 건기에 굴을 파내는 것으로 알려져 있다. 이 악어의 범위는 아메리카악어와 겹칠 수 있고, 이것은 때때로 그들이 서로 혼동하게 할 수 있다.
최근 멕시코악어가 리오그란데강(멕시코의 리오브라보)에 유입되었다.  멕시코 국경의 여러 신문 매체는 이 강에 서식하는 파충류가 텍사스주가 원산지인 미시시피악어가 아니라 산페르난도 남쪽의 타마울리파스주가 원산지인 멕시코악어인 것으로 보인다고 보도했다. 악어는 마타모로스, 레이노사, 북쪽으로는 누에보라레도까지 서식하는 것으로 목격되었다. 이 목격으로 인해 여러 지방 경찰국에서 사람들이 강에 들어갈 것을 경고하는 표지판을 내걸었다.

## 생물학 및 행동학

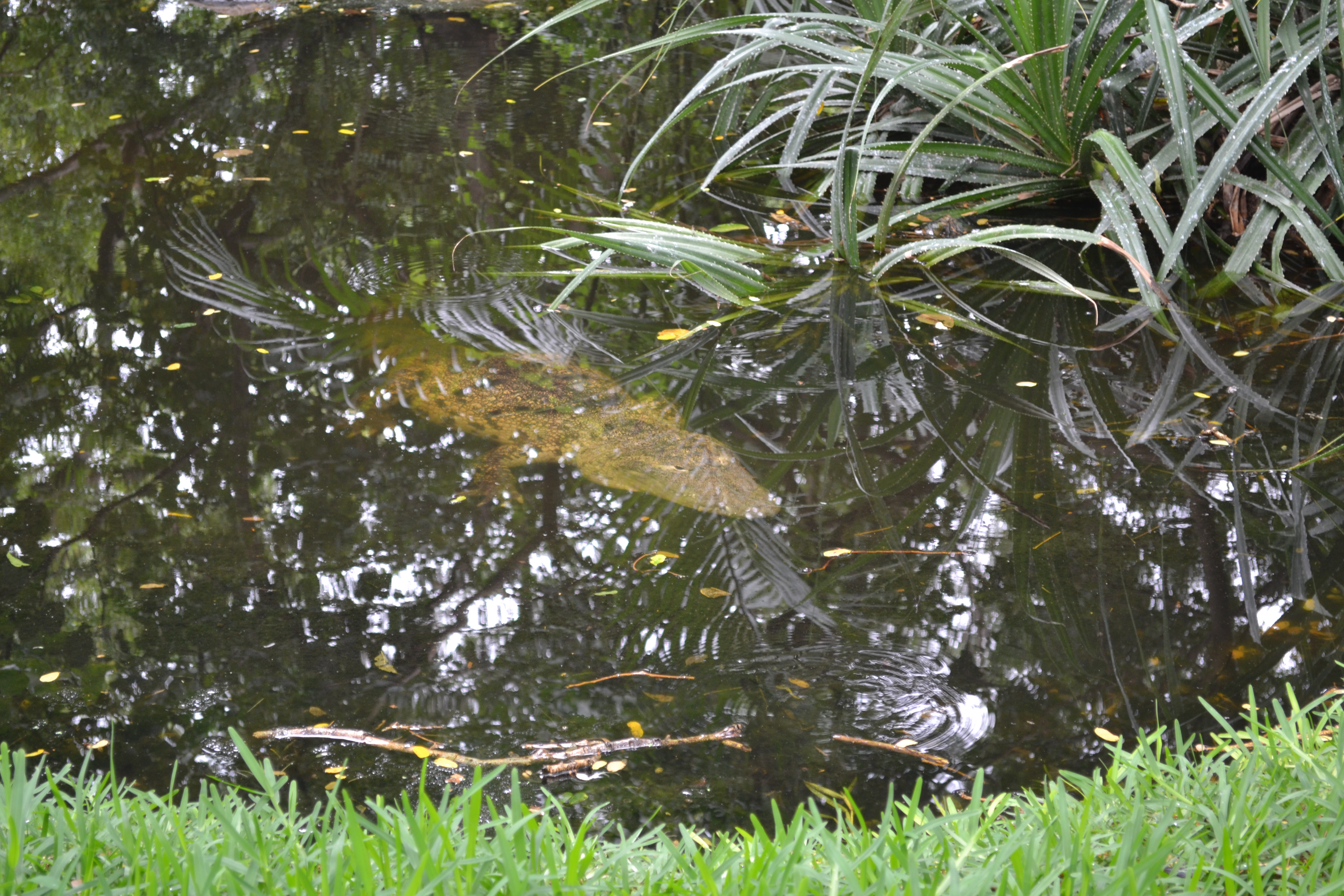
잠복을 기다리는 멕시코악어

### 사냥 및 먹이
대부분의 악어들처럼, 멕시코악어들은 매우 기회주의적이고 자신들의 영역에 오는 거의 모든 것을 먹을 것이다. 어린 악어들은 더 크고 더 큰 먹이를 끌어내릴 수 있을 때까지 주로 물고기와 곤충들을 먹는다.  성체는 주로 복족류, 갑각류 및 기타 무척추동물뿐만 아니라 작은 포유류, 조류, 기타 파충류 및 어류를 먹는다. 이러한 작은 포유류에는 고양이와 개와 같이 길들여진 동물이 포함될 수 있다. 큰 표본은 큰 먹이를 추월할 수 있는 것으로 나타났다. 2.9m의 성체가 최소 35kg 무게의 올드 잉글리시 시프도그를 죽인 기록을 포함하여 개와 염소를 이 종에 의해 잡아갔다. 비록 이것들이 재규어에 의해 죽임을 당하면서, 다 자란 소와 다 자란 맥을 포함하여 성체는 훨씬 더 큰 동물들을 먹는 것으로 기록되기도 했다. 비록 맥이 재규어에 의해 죽임을 당하면서, 비록 이것들은 카라카스를 청소하는 경우이지만(재규어가 먹이를 먹었을 때 존재했을 가능성이 있다), 악어는 더 작은 표본에 대해 식인성이 있는 것으로 알려져 왔다. 이전에 공격적인 것으로 생각되었지만, 최근 이 종이 여러 번 인간을 공격했다는 보고가 있었고 최소 12건의 인간 사망 사건이 발생했다. 비교적 작은 종의 크기에도 불구하고, 큰 성체 멕시코악어는 공격적이고 물 근처에서 모르는 사람을 쉽게 제압할 수 있다. 부분적인 소비로 인해 기록된 치명적인 공격은 자연에서 방어적이기 보다는 포식적일 가능성이 높다. 멕시코악어의 유일한 자연적인 포식자는 재규어인데, 이 사건은 2019년 멕시코 유카탄의 칼락물 생물권 보호구역의 카메라 트랩에 처음으로 포착되었다.

### 번식

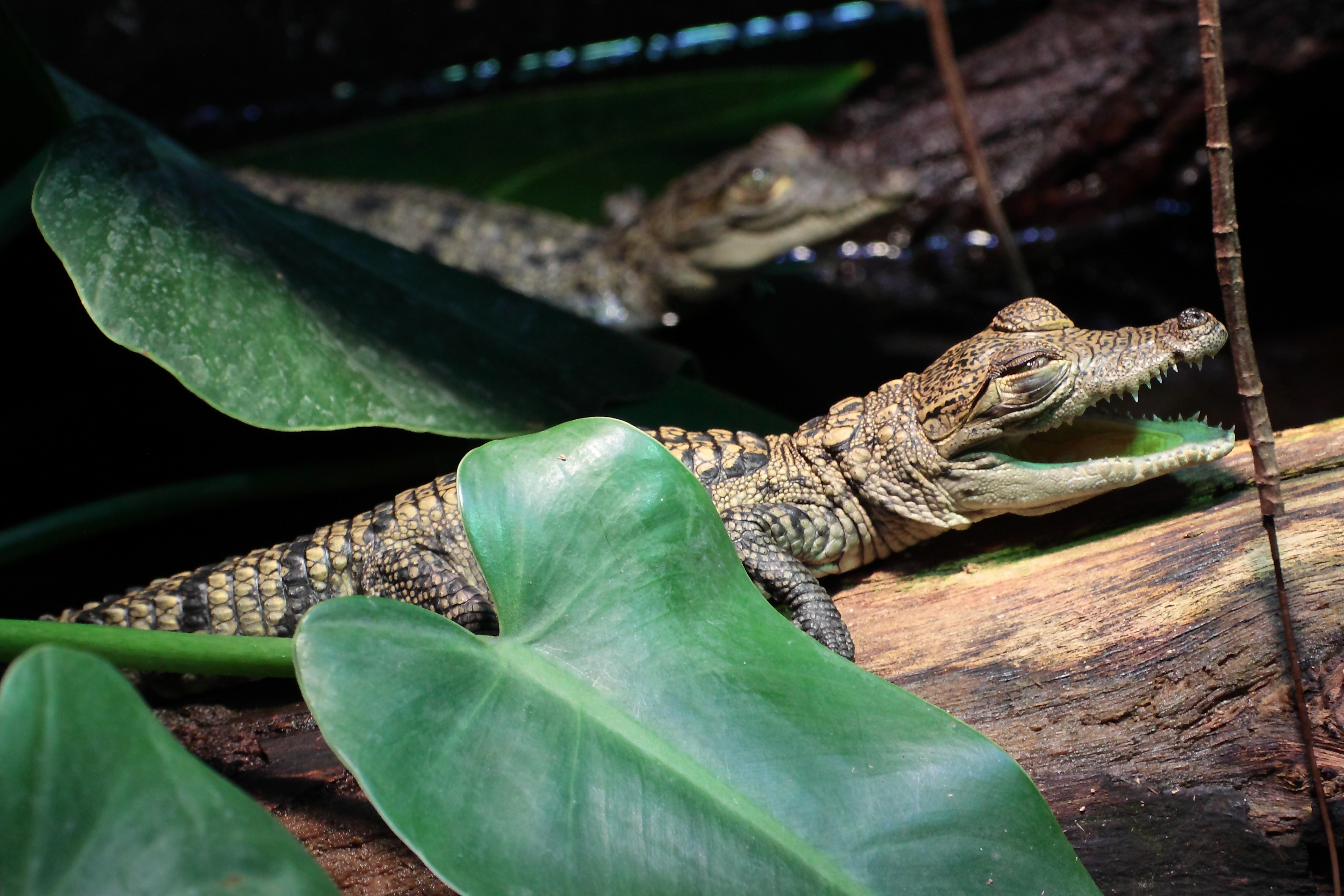
쇤브룬 동물원에 있는 생후 6개월된 멕시코악어

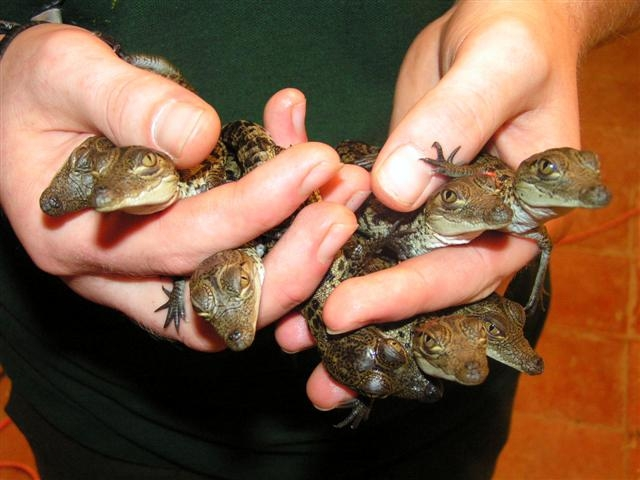
잉글랜드 코츠월드 야생 공원의 아기 멕시코악어들

번식은 보통 4월에서 6월 사이에 이루어지며 알은 우기가 시작되기 전에 낳는다. 멕시코악어는 북아메리카 악어 중에서 독특하게 언덕과 구멍이 아닌 언덕 둥지만 짓는 특징이 있다. 이 언덕 둥지들은 폭이 약 3m이고 높이가 1m이며 물 근처나 떠다니는 초목에서 발견될 수 있다. 암컷 악어는 20개에서 45개의 알을 낳을 수 있으며 둥지에는 한 마리 이상의 암컷 악어의 알이 들어 있는 것이 발견되었다. 알은 묻혀지고 둥지는 암컷이 보호한다. 알은 보통 80일 동안 부화한 후에 부화하며 부화하는 길이는 보통 약 17cm이다. 알이 부화한 후 암컷 악어는 어린 악어를 물로 데리고 가 부모 모두에 의해 보호되며 나중에 자신을 보호하도록 내버려 둘 것이다. 암컷 악어는 어린 악어의 조난 소리가 들리고 아빠 악어가 어린 악어의 방어를 위해 뛰어드는 것이 관찰되면 공격적으로 침입자와 인간을 쫓아내는 것이 관찰되었다고 한다. 감금되어 있는 동안, 어린 악어는 성인 악어에게 공격적인 대우를 받지만 결코 부화하지 않는다.

## 보존
멕시코악어는 오랫동안 서식지 파괴와 불법 사냥으로 위협을 받아왔다. 이 두 가지 요인 모두 개체 수를 상당히 낮췄다. 1940년대와 1950년대에 가죽으로 고급 가죽을 만들 수 있기 때문에 가죽을 얻기 위해 사냥되었다.

## 같이 보기
- 아메리카악어
- 쿠바악어
- 크로커다일과
- 크로커다일속